# Arkansas State League
L'Arkansas State League fu una lega minore del baseball USA che ebbe vita fra il 1934 e il 1935.

## 1934
La lega viene fondata con squadre a Bentonville, Fayetteville, Rogers e Siloam Springs. Il vincitore dell'andata e quello del ritorno giocarono la finale del campionato a fine anno.
| Squadra                   | Record                   |
| Bentonville Officeholders | 40-35 (vince la 2ª metà) |
| Siloam Springs Buffalos   | 37-31                    |
| Rogers Rustlers           | 36-35 (vince la 1ªmetà)  |
| Fayetteville Educators    | 33-42                    |

I Rogers battono Siloam Springs nello spareggio per vincere la prima fase e poi sconfiggono Bentonville 4 partite a 3 nella finale del campionato.

## 1935
Sono formate nuove squadre a Cassville e Huntsville.
| Siloam Springs Travellers | 66-43 (vince la 2ª metà) |
| Rogers Cardinals          | 59-50 (vince la 1ªmetà)  |
| Cassville Tigers          | 54-48                    |
| Bentonville Officeholders | 51-56                    |
| Fayetteville Bears        | 45-56                    |
| Huntsville Red Birds      | 41-63                    |

Nella serie finale i Rogers battono 4-3 i Siloam Springs.
Tutte le squadre si trasferirono all'Arkansas-Missouri League e l'Arkansas State League fallì.